# أنتوني ماديغان
أنتوني ماديغان (بالإنجليزية: Anthony Madigan) (4 فبراير 1930 – 29 أكتوبر 2017) هو ملاكم أسترالي راحل، مثّل بلاده في الألعاب الأولمبية الصيفية في دورات 1952 و1956 و1960.

## روابط خارجية
أنتوني ماديغان على موقع اللجنة الأولمبية الدولية (الإنجليزية)
- أنتوني ماديغان على موقع أوليمبيديا (الإنجليزية)
- أنتوني ماديغان على موقع اللجنة الأولمبية الأسترالية (الإنجليزية)
- أنتوني ماديغان على موقع اتحاد ألعاب الكومنولث (مؤرشف) (الإنجليزية)